# Hlína (Sobíňov)
Hlína je základní sídelní jednotka, součást obce Sobíňov v okrese Havlíčkův Brod v kraji Vysočina. Nachází se asi 4 km jihozápadně od Ždírce nad Doubravou, 9 km jihovýchodně od Chotěboře a asi 24 km severovýchodně od centra Havlíčkova Brodu.
V Hlíně je registrováno devět čísel popisných: 125, 143, 145, 146, 147, 149, 152, 153 a 154. Všechny budovy jsou po pravé straně cesty, která přes Hlínu vede a jako zpevněná cesta v ní končí. Nachází se zde památník cestovatele Františka Vyšaty-Čecha a stejnojmenný rybník Hlína, pramení v něm Janův potok, který se vlévá do řeky Doubravy.
V roce 1713 byla v Hlíně pouze dvě stavení. Název získala podle cihlářské hlíny, která se v tomto místě získávala. Kolem roku 1830 bylo v Hlíně vystavěno deset domků. Před první světovou válkou se v Hlíně nacházela textilní manufaktura.